# Herrschaft Ottweiler

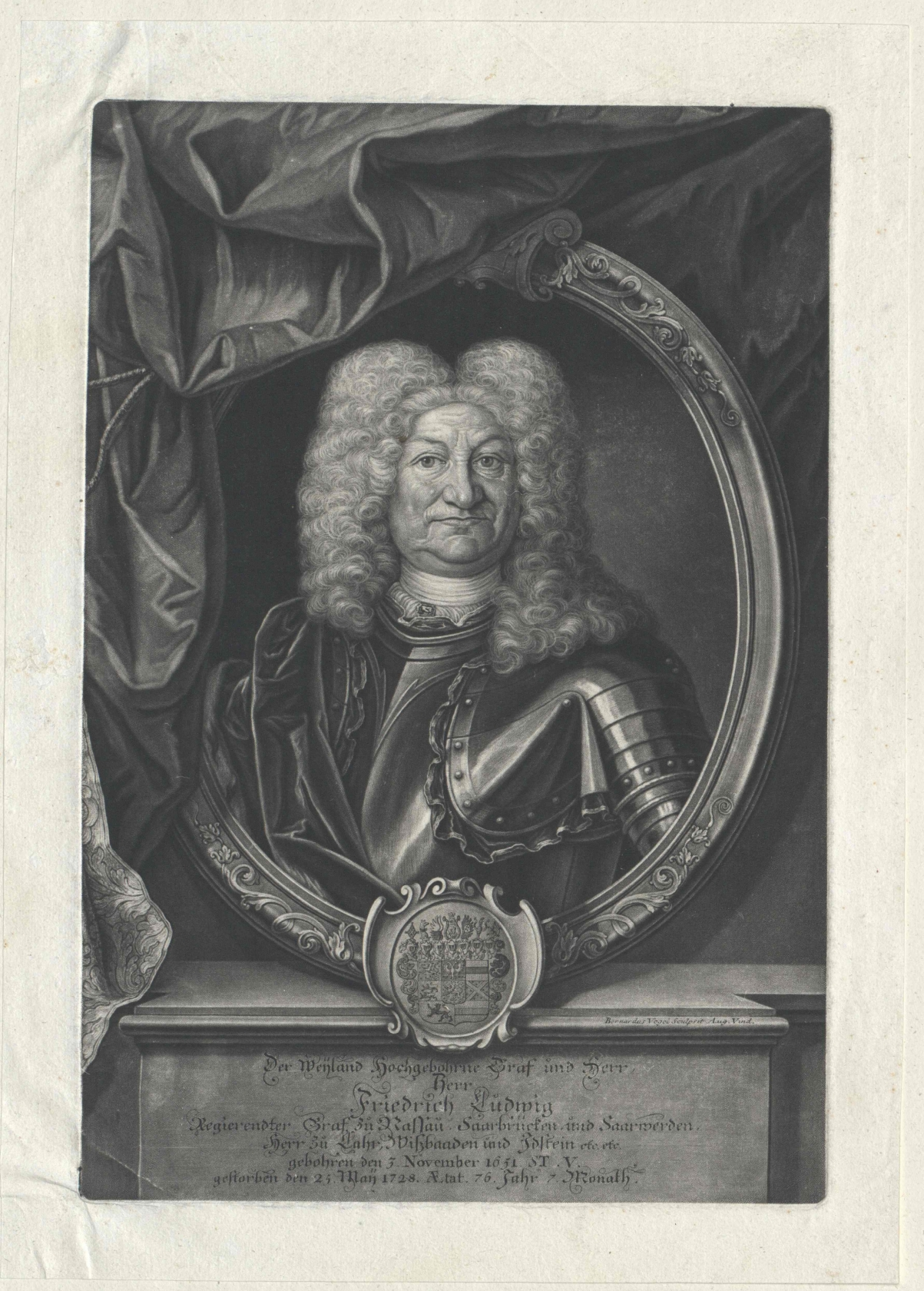
Friedrich Ludwig, der letzte Graf der Linie Nassau-Ottweiler

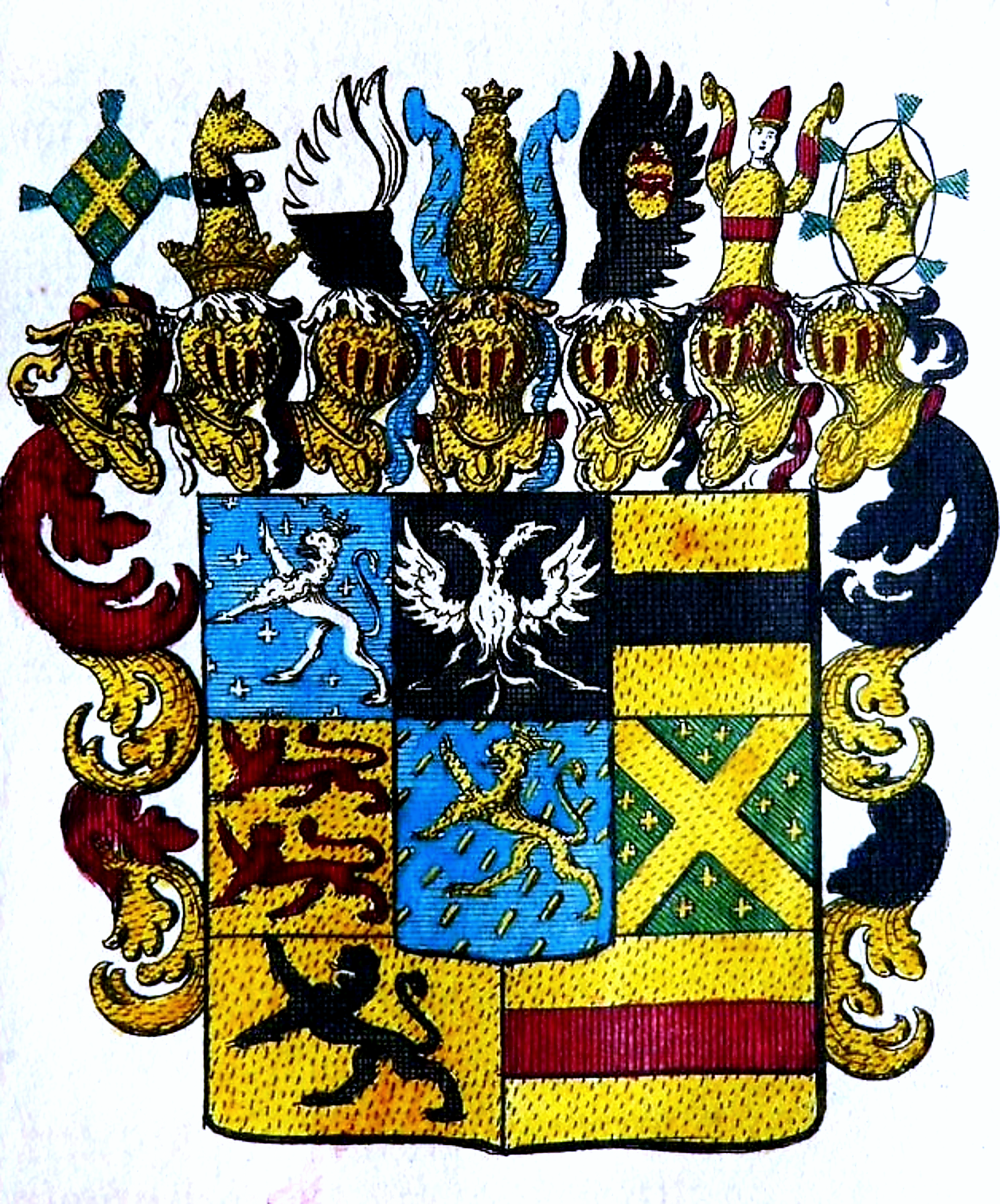
Wappen der Grafen von Nassau-Ottweiler ab 1660

Die Herrschaft Ottweiler war seit dem 14. Jahrhundert ein Territorium des walramischen Zweigs des Hauses Nassau, und Ottweiler diente nach Erbteilungen dem Haus Nassau-Weilburg beziehungsweise Nassau-Saarbrücken als Nebenresidenz. Im 17. und 18. Jahrhundert bestand eine Nebenlinie Nassau-Ottweiler unter den beiden Grafen Johann Ludwig (1640–1690) und Friedrich Ludwig (1680–1728).

## Geschichte

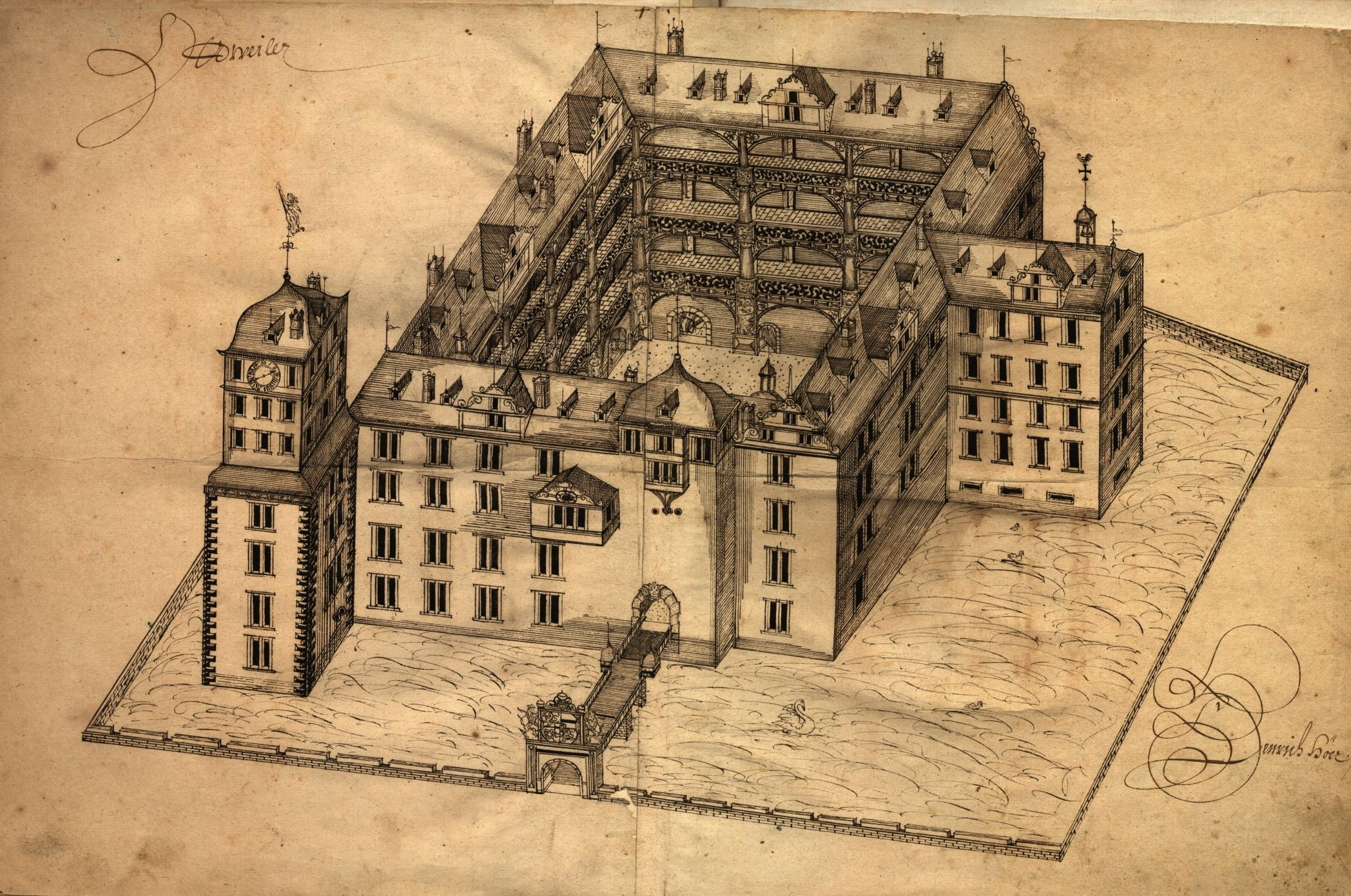
Schloss Ottweiler war ab dem 16. Jahrhundert Residenz; es wurde 1753 abgebrochen

Seit dem 12. Jahrhundert waren die Grafen von Saarbrücken Obervögte des im 9. Jahrhundert gegründeten Klosters Neumünster. Sie ließen auch die Burg Ottweiler bauen.
Im Jahre 1381 fiel das Gebiet an die Grafen von Nassau-Weilburg beziehungsweise Nassau-Saarbrücken. Wenn auch die Herrschaft Ottweiler die längste Zeit gemeinsam mit der Grafschaft Saarbrücken regiert wurde, fiel sie bei Brüderteilungen der Nassauer Grafen mehrmals an eigene Herrscher bzw. Seitenlinien, die auch hier residierten. Gelegentlich wird die Bezeichnung „Grafschaft Ottweiler“ gebraucht. Sittel gibt an, dass die „Grafschaft Ottweiler“ wie folgt regiert wurde:
- 1381–1545 gemeinschaftlich mit der Grafschaft Saarbrücken
- 1545–1554 getrennt von ihr
- 1554–1563 gemeinschaftlich mit der Grafschaft Saarbrücken[2]
- 1563–1602 getrennt von ihr
- 1602–1640 gemeinschaftlich mit der Grafschaft Saarbrücken
- 1640–1723 getrennt von ihr
- 1723–1794 gemeinschaftlich mit der Grafschaft Saarbrücken

So erhielt Johann IV. 1544 die Grafschaft Ottweiler, ehe er 1554 auch die Grafschaft Saarbrücken übernahm; von Karl V. erhielt er das Marktrecht für Ottweiler und Homburg. Nach 1573 wurde unter Graf Albrecht, der Ottweiler und andere Gebiete bei der Erbteilung mit Philipp IV. erhalten hatte, die Reformation eingeführt. Das Kloster wurde säkularisiert. In dieser Zeit wurde das Schloss Ottweiler im Stil der Renaissance neu gebaut. Auch Ludwig II. residierte in Ottweiler, bevor er 1602 Philipp IV. beerbte.
Das gesamte Herrschaftsgebiet litt im Dreißigjährigen Krieg schwer durch Kriegshandlungen, und auch das Schloss wurde schwer beschädigt. Nach dem Tode Wilhelm Ludwigs (1627–1640) im Metzer Exil im Jahr 1640 und dem frühen Tode seines ältesten Sohnes Kraft im Jahre 1642 teilten die drei jüngeren Söhne im Jahre 1659 das Erbe: Johann Ludwig (1625–1690), der bereits seit 1640 in Ottweiler residiert hatte, erhielt Ottweiler, Gustav Adolf (1632–1677) Saarbrücken und Walrad (1635–1702), der die Linie Nassau-Usingen begründete, Usingen.
Johann Ludwig weigerte sich, dem französischen König Ludwig XIV. für Ottweiler und Homburg zu huldigen, legte 1680 die Regierung nieder, übertrug die Herrschaft seinem Sohn Friedrich Ludwig (1651–1728) und ging in die nassauischen Gebiete rechts des Rheins. Die kleine, nur etwa 5 Quadratmeilen große Grafschaft war von 1680 bis 1697 französisch besetzt. Erst mit dem Frieden von Rijswijk 1697 wurden die Grafen in ihre Herrschaft wieder eingesetzt.
Im Jahr 1721 erbte Friedrich Ludwig zunächst das Territorium der Linie Nassau-Idstein und 1723 auch das von Nassau-Saarbrücken. Da Friedrich Ludwig zwar acht Töchter, aber keine Söhne hatte, erlosch die Linie Nassau-Ottweiler im Mannesstamm mit seinem Tod 1728, und ihr Besitz ging an die Linie Nassau-Usingen.

## Weitere bedeutende Personen
- Christiane Charlotte von Nassau-Ottweiler (1685–1761), Gräfin von Nassau-Saarbrücken, Landgräfin von Hessen-Homburg

## Ortschaften
Das Amt war 1720 in sechs Meiereien unterteilt; diese waren: Neunkirchen, Wiebelskirchen, Linxweiler, Wirschweiler, Welschbach und Dirmingen. Durch Gebietstausch zwischen Nassau-Saarbrücken, Nassau-Weilburg und Pfalz-Zweibrücken kamen 1755 die drei Bexbach-Orte und der Hof Frankenholz zur Herrschaft Ottweiler und bildeten 1757 eine Meierei Bexbach. 1765 bestanden neben der Stadt Ottweiler sieben Meiereien. Durch Gebietstausch mit Frankreich kamen 1766 Wiesbach und Humes zur Herrschaft Ottweiler und bildeten eine Meierei Wiesbach, zugleich Uchtelfangen und Kaisen ganz und bildeten eine Meierei Uchtelfangen. Frankreich gab 1766 auch seine Ansprüche an Hosterhof, Weilerhof und Wustweiler auf. Die Namen der Meiereien wechselten jeweils mit dem Sitz des Meiers. Die Meiereien wurden 1792 durch vier Schultheißereien größeren Zuschnitts abgelöst.
Folgende Ortschaften gehörten 1720 bzw. 1792 zur Herrschaft bzw. zum Amt bzw. zum Oberamt Ottweiler.
| Ort              | Meierei 1720   |
| ---------------- | -------------- |
| Ottweiler        |                |
| Neunkirchen      | Neunkirchen    |
| Wellesweiler     | Neunkirchen    |
| Spiesen          | Neunkirchen    |
| Wiebelskirchen   | Wiebelskirchen |
| Hangard          | Wiebelskirchen |
| Steinbach        | Wiebelskirchen |
| Niederlinxweiler | Linxweiler     |
| Oberlinxweiler   | Linxweiler     |
| Remmesweiler     | Linxweiler     |
| Werschweiler     | Wirschweiler   |
| Dörrenbach       | Wirschweiler   |
| Fürth            | Wirschweiler   |
| Lautenbach       | Wirschweiler   |
| Münchwies        | Wirschweiler   |
| Welschbach       | Welschbach     |
| Hirzweiler       | Welschbach     |
| Mainzweiler      | Welschbach     |
| Stennweiler      | Welschbach     |
| Schiffweiler     | Welschbach     |
| Landsweiler      | Welschbach     |
| Gennweiler       | Dirmingen      |
| Uchtelfangen     | Dirmingen      |
| Hierscheid       | Dirmingen      |
| Dirmingen        | Dirmingen      |
| Berschweiler     | Dirmingen      |
| Exweiler         | Dirmingen      |

| Ort               | Meierei 1792     |
| ----------------- | ---------------- |
| Berschweiler      | Berschweiler     |
| Bildstock         | Stennweiler      |
| Dirmingen         | Dirmingen        |
| Dörrenbach        | Werschweiler     |
| Exweiler          | Berschweiler     |
| Friedrichsthal    | Stennweiler      |
| Fürth             | Werschweiler     |
| Gennweiler        | Berschweiler     |
| Hangard           | Wiebelskirchen   |
| Hierscheid        | Berschweiler     |
| Hirzweiler        | Stennweiler      |
| Hosterhof         | Dirmingen        |
| Humes             | Wiesbach         |
| Kaisen            | Uchtelfangen     |
| Kohlhof           | Neunkirchen      |
| Landsweiler       | Stennweiler      |
| Lautenbach        | Werschweiler     |
| Mainzweiler       | Stennweiler      |
| Mittelbexbach     | Bexbach          |
| Münchwies         | Werschweiler     |
| Neunkirchen       | Neunkirchen      |
| Niederbexbach     | Bexbach          |
| Niederlinxweiler  | Niederlinxweiler |
| Niederneunkirchen | Neunkirchen      |
| Oberbexbach       | Bexbach          |
| Oberlinxweiler    | Niederlinxweiler |
| Ottweiler         | Ottweiler        |
| Remmesweiler      | Niederlinxweiler |
| Schiffweiler      | Stennweiler      |
| Spiesen           | Neunkirchen      |
| Steinbach         | Wiebelskirchen   |
| Stennweiler       | Stennweiler      |
| Uchtelfangen      | Uchtelfangen     |
| Weilerhof         | Dirmingen        |
| Wellesweiler      | Neunkirchen      |
| Welschbach        | Stennweiler      |
| Werschweiler      | Werschweiler     |
| Wiebelskirchen    | Wiebelskirchen   |
| Wiesbach          | Wiesbach         |
| Wustweiler        | Dirmingen        |